# 別荘
別荘（べっそう、英語：cottage、villa、ラテン語：vīlla）とは、普段生活している家とは別に、比較的短期的な避暑・避寒・保養・休養などの目的で気候や風景のよい土地、温泉地などに作られた一戸建ての家のことである。
本質は日常生活を送る住居ではなく、余暇のためのレジャー施設である。
現代日本語の場合、集合住宅の形をとる別荘をリゾートマンションと呼ぶ。

## ヨーロッパにおける別荘

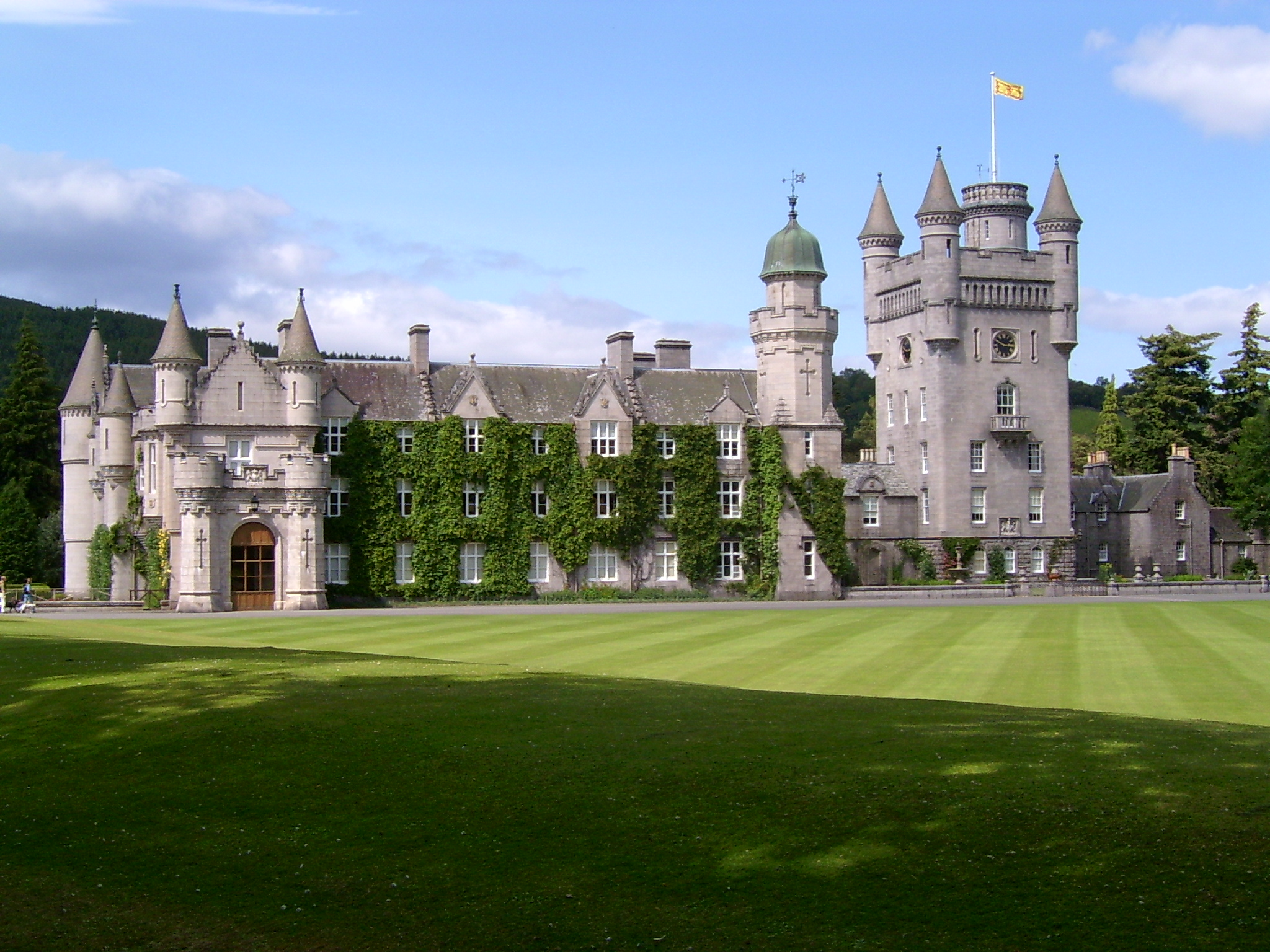
英国王室の夏の別荘「バルモラル城」

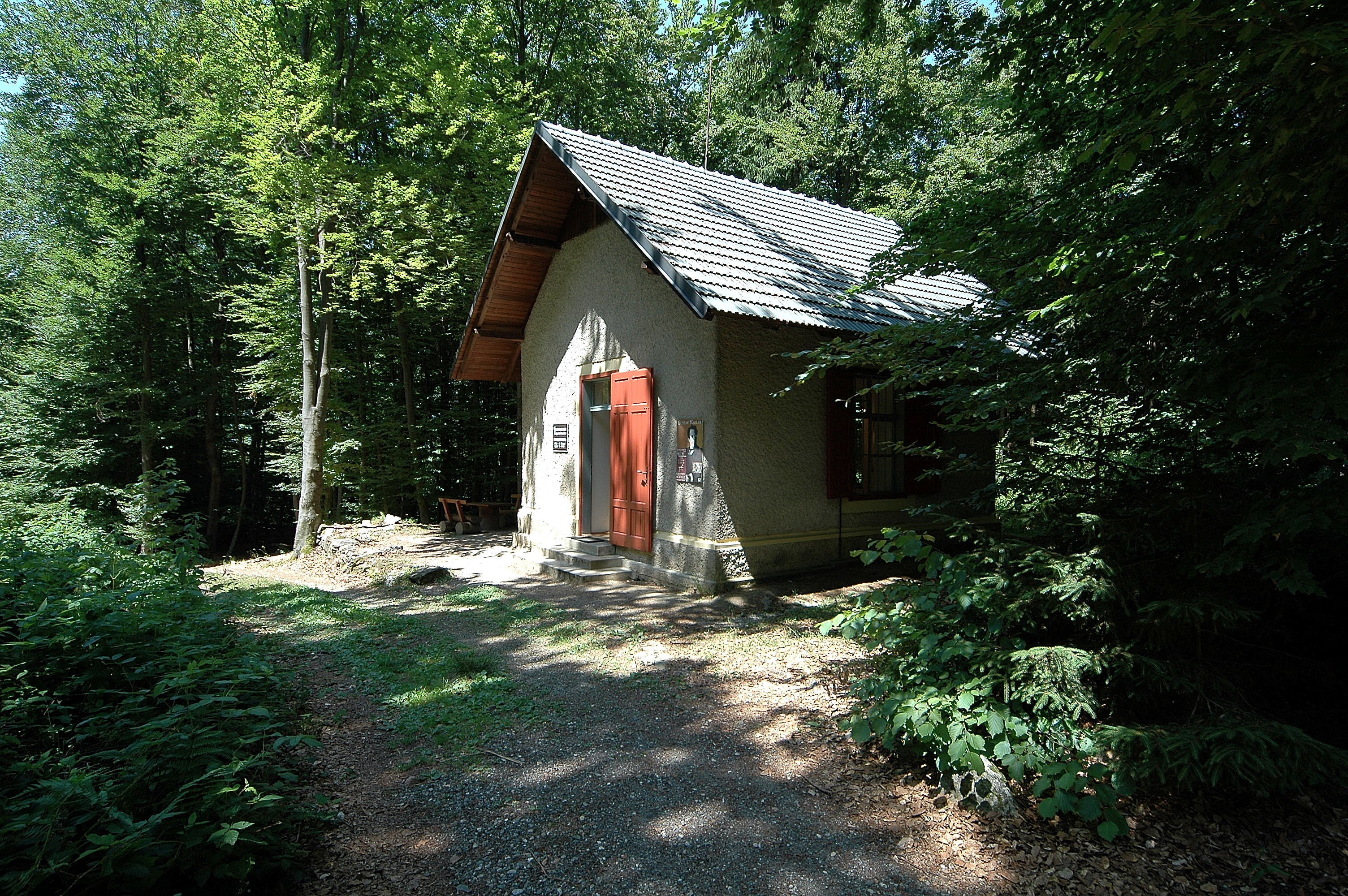
グスタフ・マーラーは、ヴェルター湖畔のマイアーニックに別荘を構え、その裏山に作曲小屋を建設。この小屋で交響曲第4番～第8番を作曲した。

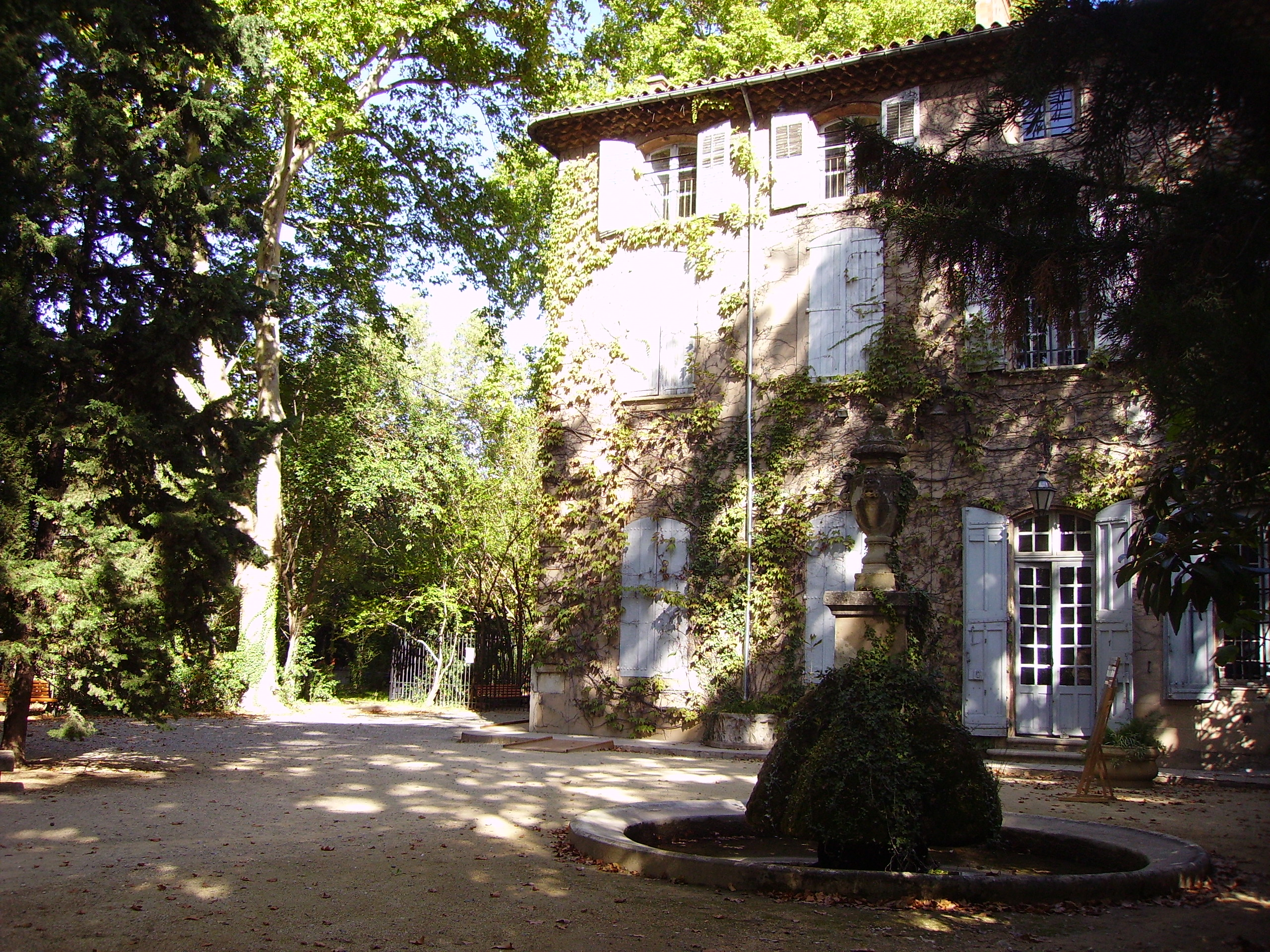
ポール・セザンヌが使用したエクスのジャス・ド・ブッファン別荘。

別荘を所有することは、古くはヨーロッパにおいても貴族など一部権力者の特権であった。しかし18世紀後半のフランス革命を発端として、19世紀後半にかけて各国で近代ブルジョア社会の機運が高まっていくと、ヨーロッパ諸国では一般市民が財を成すことも可能になっていった。これら有産階級の人々は、かつて貴族が行なっていた風習を模倣し始め、その一つである別荘も所有するようになった。
また当時の音楽家や画家、小説家といった芸術家も、作品によって得た財産から別荘を所有し、思索の場として使用することがあった。例として音楽家では、ヨハネス・ブラームス、グスタフ・マーラー、ヨハン・シュトラウス2世、リヒャルト・シュトラウス、セルゲイ・ラフマニノフ、ピョートル・チャイコフスキーなどが知られる。
またヨーロッパでは長期休暇や引退後の生活を別荘で送ることが多い。

### イタリア
イタリア語には避暑のために郊外の別荘で過ごすvilleggiaturaという言葉がある。もともとバカンスはごく限られた人の特権であったが、1930年代に有給休暇が導入されたため一般に広まった。
バカンスの過ごし方は多様で、自由に移動しながら旅行を楽しむ人もいれば、バカンス用賃貸マンションなどに滞在する人もおり、移動を好まない人は山や海沿いなどに邸宅を購入することもある。

## 日本における別荘

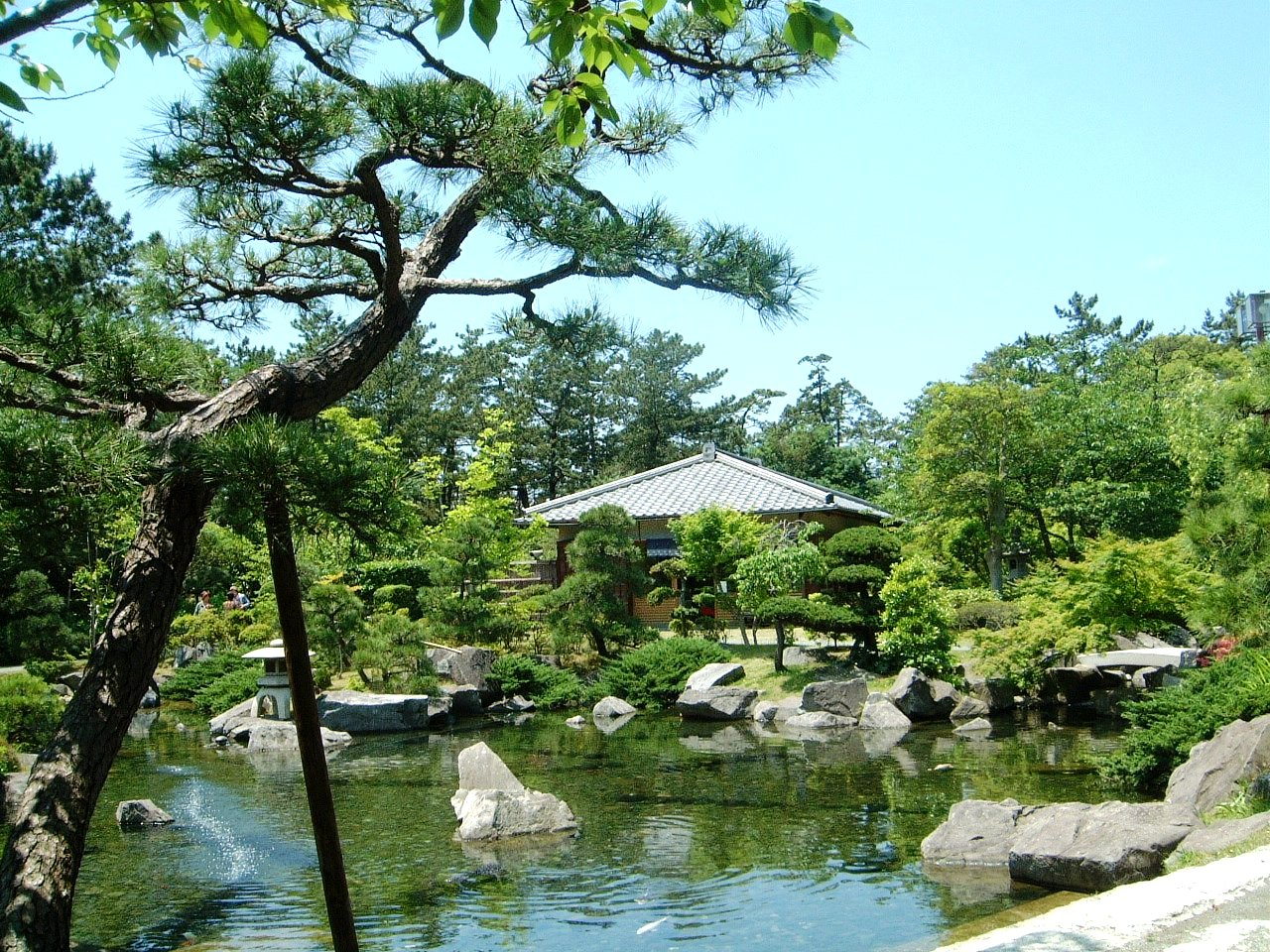
皇室の別荘「葉山御用邸」

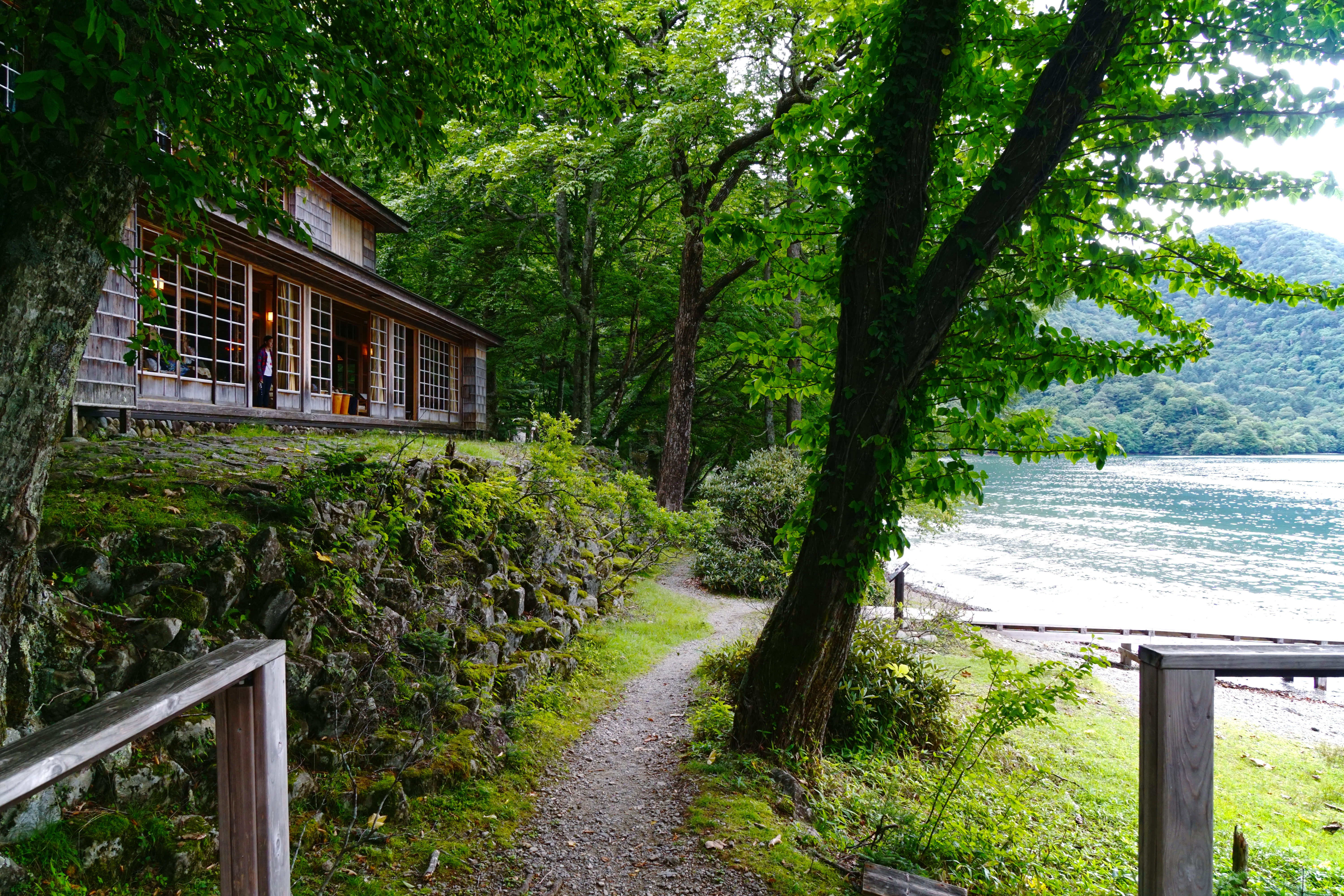
中禅寺湖畔の「イタリア大使館別荘記念公園」

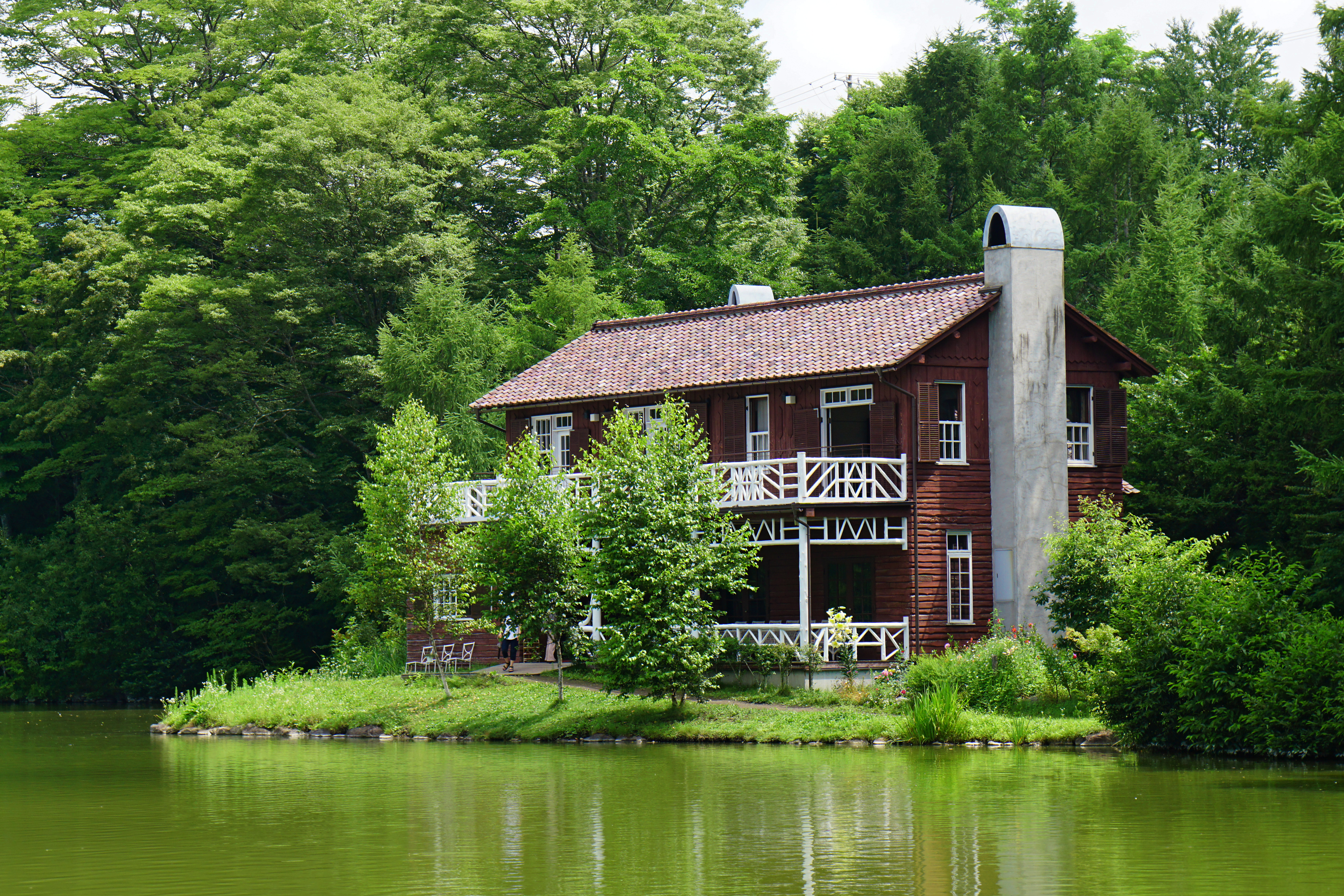
軽井沢の「睡鳩荘」（旧朝吹家別荘）

日本では古くは別業（べつぎょう）とも呼ばれ、天皇や貴族の邸宅を都の郊外の風光明媚な地に別業（天皇の場合は離宮）を置く例があった。平安京（京都）では、嵯峨・白河・鳥羽・宇治・山崎周辺などが有名であった。そのほとんどは現在失われてしまったが、平等院や大覚寺のように別業・離宮の一部に由来する寺院が存在している。
明治時代、布教や技術発展のために来日した宣教師やお雇い外国人が本州各地に避暑地・別荘地を開拓、その後政治家・財閥・華族等のエスタブリッシュメントが彼らを真似て西洋風の別荘レジャーを楽しむようになり、学者や文化人など西洋文化の洗礼を受けた層も別荘を求めるようになった。関東地方では湘南の鎌倉（鎌倉山が有名）・江の島・葉山・大磯など、近畿地方では北摂の宝塚・箕面、また須磨・芦屋（六麓荘町が有名）生駒山系など、海や山を近くに臨めるような地や、郊外の里山・丘陵地・農村などを選んで大構えの別荘・別邸を設け、個人の余暇のほか、接待、また隠居所などとして使用したが、これらは大半が東京・大阪の都市近郊交通網の発達に伴い両大都市圏の膨張・都市化の波に飲み込まれ、戦後までに大半が通勤住宅地化し別荘地ではなくなっている。六甲山・中禅寺湖（日光）・箱根・軽井沢・御殿場などの高原・山岳地帯も明治時代に外国人によって避暑地・別荘地として開拓されたが、こちらは多くが都市化の波に飲み込まれず、未だ別荘地としての命脈を保っている。なかでも軽井沢は、別荘地としての開拓の早さもさることながら、別荘地の量的発展、つまり別荘戸数の増加が、他に類例がないほど早く、明治期の時点で既に全国で最も別荘（外国人別荘）の多い地域となった（人気と知名度はその後も途絶えることなく、現在でも最も有名な別荘地として知られている）。なお数奇な歴史を持つ別荘地として南禅寺界隈別荘群（京都市）や高畑界隈（奈良市）があり、こちらも別荘地として現在まで存続している。
大正時代には、前述の軽井沢・箱根などに、大手資本が広大な山林・原野を取得し別荘地開発を行い、レジャー用の贅沢品の一種として別荘が一般に販売されるようになった。当初は山荘・別邸というより手狭で簡易な山小屋程度の物が多かったが、都市部の富裕層を中心に人気を呼んだ。戦後もこの流れが続き、軽井沢・箱根をはじめ、蓼科・野尻湖・山中湖・那須・清里・房総・伊豆高原・伊豆半島・伊豆諸島など、大都市圏から離れた山間部や海岸の別荘地が開発された。
バブル景気の際にはリゾートマンションが相次いで建てられたり、大洋村など別荘地ではなかったところにまで開発の手が伸びた。本来の利用目的ではなく、投資・投機目的をうたって各地で開発・分譲が行われた例も数多い。このためバブル期に開発された別荘地は元々の条件が悪く利用価値の低い場所や、道路すら造成されず整備自体がろくに行われていないような土地もあり、バブル崩壊とともに売却されたり、放置されて荒地・廃屋となったりしている物件も見られる。原野商法やそれに近い詐欺的手法で辺鄙な場所の土地や建物を売り付けた例も少なくない。
バブル期以降、一部の別荘地はなお活況を維持しているものの、ニーズの変化や長期間に及ぶ個人消費の落ち込みなどから日本全体においては旧来型の浮世離れした避暑や別荘レジャーは終息に向かいつつある。バブル期にみだりに開発を行った新興別荘地は廃れた。大方の別荘は値崩れしている上に売れず、衰退する別荘地も増えている。またレジャーの多様化により別荘を取り巻く環境も変化しており、所有する別荘同士を交換し海外の高級別荘へのロングステイを楽しむ、といったホームエクスチェンジの様な新たな別荘活用法を模索する所有者も増えてきている。新幹線の開業や自家用車の普及、商業施設の充実などにより、一部の別荘地では観光地化して別荘利用者以外の層を誘客している場所もある。
別荘地に定住・移住する層も現れ、レジャーではなく田舎暮らし向けの林間住宅地と化し始めている事例や、大都市に比較的近い地域では単なる郊外住宅地・ベッドタウンとなっている場所も見られる。一部の別荘地所在自治体では別荘地に定住・移住する層の転入により人口が増加しているほか、自治体全体では人口が減少しているにもかかわらずその自治体内の別荘地やリゾートマンションの住民は増えているという例もある。ただ別荘利用者などの定住・長期滞在はリタイア組が多くを占めており、他地域からの転入者によって予測以上の高齢化が進んでいる。レジャー施設であるという別荘の本質から言えば別荘地ではあり得ないはずの医療・介護などの問題が起きている。低収入且つ生活力に乏しく、日常の移動も容易ではない高齢者が、公共サービスの提供やライフラインの維持管理において一般住宅地と同一ではない別荘地に集住することによるスラム化の懸念など、これまでには想定されていなかった課題が生じている。スラム化防止や健全な風俗の維持、良好な環境の保全のため自治体の休養地、学校・宗教団体など公益法人の厚生施設、企業の保養所として先に分譲し、残った小型の区画を個人に割り当てる販売方法をとる業者や、民泊利用や貸別荘の営業に規制を掛ける方針を明示した別荘地所在自治体も現れている。
管理上次のような問題もある。
- 長期間不在とするため、建物の管理上の問題が発生しやすい（例：風水害による窓ガラスや屋根の破損、凍結による水道管の破裂等）。
- 一般の住宅同様、租税公課が課されるほか、住民票を置いていない所であっても、別荘を所在する市区町村から住民税の均等割も課税される。
- 別荘利用者と自治体や地元一般住民と公共料金の負担を巡って対立するケースがある。別荘の使用が盛んなシーズンとそうでないシーズンの間には、水道などの社会資本の需要に大きな格差が生じるが、地元の自治体は必要な需要を賄うべく前者にあわせた規模の整備を行わなければならない。だが、それは地元の自治体に居住している人口規模に対して過剰にならざるを得ず、普段はそこまでの需要を必要としない地元一般住民の間には負担過重を訴えて過剰分を別荘利用者に転嫁すべきだと言う声もある。例えば、清里のある高根町（現・北杜市）では別荘利用者に対してのみ水道料金を1998年に3倍以上に引き上げている。
- 1960年～1970年代の高度経済成長期の別荘ブームやバブル期の大掛かりな開発により、大規模販売がされたものの、分譲会社や管理会社が倒産・破産してしまい、住民が管理組合や自治会を設立して運営をしなくてはいけないケースも多い。また、水道も私営で尚且つ、無認可水道の場合もある。(例・株式会社大都破産による伊豆エメラルドタウン管理組合)。

また各別荘地では所轄の郵便局が配達の便宜上別荘や別荘地内を区分し、個々の別荘に「ハウス番号」等と呼ばれる数字やアルファベットなどを付けており、宅配業者などもこれを利用している。別荘にも住居表示のように掲げられているが、これらは住居表示に関する法律とは無関係の記号であり、住民基本台帳法上の住所・地番とも異なる。
別荘の本質は日常生活を送る住居ではなく、余暇のためのレジャー施設である。税制上も「生活に通常必要でない資産」、即ちゴルフ会員権、競走馬、宝石、貴金属、骨董品等と同様の贅沢品として取り扱われ、「主として趣味、娯楽、保養又は鑑賞の目的で所有する不動産」として定義されている。しかし夏や冬の間だけ過ごしたり、長期休暇中のみ使用するといった一時滞在のための施設ではなく、週末に郊外で生活するためのものや、遠距離通勤者が職場の近くに身を置くための仮住まいといった、日常生活上長期間継続して反復される滞在に使用される物件については「セカンドハウス」として生活必需品の取り扱いが受けられる場合がある。これは家族が離れ離れになって暮らす単身赴任の解消、二拠点居住・二拠点生活（デュアルライフ）のようなライフスタイルの多様化、1992年（平成4年）の農林水産省による「グリーンツーリズム」提唱などの諸政策を反映したものである。
週末に生活するための住居の中には、単なる郊外ではなく、風光明媚な地や農山漁村、温泉地などで山歩き、散策、湯治、園芸、魚釣り、マリンスポーツなど田舎暮らしを楽しむため、つまり本質においてはレジャー施設と大差ないものとして使われている例もあるが、ひと月に一度1泊2日以上過ごす物件についてはこれを「セカンドハウス」と認定している。自治体に「セカンドハウス」であると認められた住居は、不動産取得税、固定資産税、都市計画税の軽減など税制上優遇される場合がある。これは別荘地に建っているか否かといった立地を問うものではなく、日常の用途に充てられていれば「セカンドハウス」として扱われるが、その要件は自治体の定めるところによる。
2019年に総務省が発表したデータによれば、別荘の所有率は普通世帯全体のわずか0.7%となっている。また2008年に同じく総務省が発表したデータによれば、年収2000万円以上のいわゆる富裕層世帯においても、別荘所有率は7.6%という割合に留まっている。ただしこれらの割合は、普通世帯の世帯員が現在居住している住宅又は住宅以外の建物のほかに住宅を所有（共有の場合を含む）している場合のみを表しており、法人名義の住宅は含まれていないため、実際よりも過小な数値になっている可能性はある。

## アジア =
アラブ首長国連邦
- パーム・ジュメイラ

 アルメニア
- ヴァナゾル - ロリ地方の中心都市。夏は別荘地としてにぎわう

 インド
- プネー - 以前はマハーラージャー達の避暑用の別荘地として知られていたが、現在も森の中に大邸宅がならんでいる

 韓国
- 青南台 - 韓国の大統領専用の別荘地として使用されていた保養施設であったが、23年間の大統領別荘地としての青南台の歴史は終わり、市民公園に

 キプロス
- キプロス - 別荘地としても有名で、それに伴って不動産投資も盛ん

 台湾
- 澄清湖湖畔 - 高雄市の北郊にある人工湖で、かつて蔣介石らが住んだ別荘地
- 陽明山 - 中腹は台湾別荘地として開発され、また週末には夜景を楽しむ観光客でにぎわう

 中国
- 太陽島 - 初めはロシア人の別荘地、幾度かの造営の後、現在の姿になった
- 廬山 - 中国でも最大規模の避暑地・別荘地がここに形成された
- 松北区 - 区内に松花江の中州がかつてロシア人の別荘地
- 青島市八大関 - 1930年代に外国官僚、資本家用の別荘地として開発、現在でも当時の洋館が残っている
- 北戴河区別荘地街 - 細かな砂からなる浜辺が戴河河口から東へ伸びる

 フィリピン
- バギオ
- タガイタイ - お金持ちや芸能人の別荘地として知られる

 香港
- ヴィクトリア・ピーク - 当初は富裕な西洋人と外国政府関係者だけの別荘地に、後には観光地となり現在に至っている

 マレーシア
- キャメロン・ハイランド - マレーシアの高級別荘地

### ヨーロッパ
イタリア
- コモ - イタリアの別荘地。
- ミセヌム - 現在にナポリからも近かったことより、ローマの別荘地としても知られた
- カプリ島 - のちにアウグストゥスが気に入り別荘地として島全体と対岸の土地を購入

 スペイン
- サン・クガ・デル・バリェス - バルセロナから5kmほどの距離である別荘地
- パロマレス - 観光客でにぎわい、パロマレスでは外国人向けの別荘地が立てられている

 ドイツ
- ニーデルンベルク - 2005年に一般開放された水浴場「ホーニッシュビーチ」と別荘地がある

 フィンランド
- イー - フィンランドの中では夏期の別荘地として知られている

 フランス
- トゥールーズ#近年の郊外別荘地（レヌリー、ピュルパンなど）

 ブルガリア
- ズラタリツァ月の丘 - 皇帝たちの夏の別荘地となった

 ポーランド
- オルシュティン - 夏場の一大観光地および別荘地として人気があり、ヨーロッパ各地から避暑客が訪れる

 リトアニア
- ヴィッラ・ロマーナ・デル・カサーレ - 周辺のラティフンディアを含めた中心の別荘地としての建設されたものと考えられる
- ドルスキニンカイ - リニュス、ワルシャワ、モスクワの中流階級の夏の別荘地として利用される

 ロシア
- ソチ
- イワノフカ別荘地
- パヴロフスク - ペテルブルクに住む富裕な住民たちのお気に入りの夏の別荘地
- アナパ

### 南北アメリカ
アメリカ合衆国
- パームビーチ (フロリダ州) - 富裕層の別荘地・リゾート地としての性格を持っている
- パナマシティ (フロリダ州) - この地で夏を過ごすようになり、彼らの別荘地が1909年にパナマシティへとなった
- モアナ・サーフライダー・ウェスティン・リゾート&スパ - ウォルター・ピーコックの別荘地で1896年にリゾートホテルの建設を計画
- スタンフォード (コネチカット州) - 時代が下るにつれて、スタンフォードは別荘地としてよりも住宅地としての人気が高まっていく
- パハロ・デューンズ - モントレー湾別荘地
- ロングアイランドハンプトンズ - アメリカでも最も高級な別荘地のひとつ
- ナイアック - 60年代まではマンハッタンの裕福層の別荘地として栄えた。
- キルデビルヒルズ - 人口の多い北の都市にレジャー地、別荘地としての経済活動が盛ん
- ティラムック郡 (オレゴン州) - ポートランドやウィラメット渓谷の近郊に住む人々の別荘地にもなっている
- ティラムック (オレゴン州) - オレゴン海岸への経由地や別荘地としても多くの観光客を集める
- キャンプ・デービッド
- ファウンテン・ヒルズ - 開発の目玉として砂漠地帯に世界一高い噴水が設置された。

 カナダ
- マスコーカ地域 - 代々受け継がれているものも少なくない高級別荘地がマスコーカ湖とロッソー湖、ジョセフ湖湖畔の3つに

 ハイチ
- カパイシャン - カリブ海に面し、ペチョンヴィルの上流階級の別荘地ともなっている

## 日本の別荘地
北海道
- ニセコ（ニセコ町、倶知安町、蘭越町）
- 大沼 - バブル期に別荘地として開発される。定住型のリゾート地。
- 国後島 - 国後島の北岸側に別荘地（ダーチャ）がある

岩手県
- 雫石町・コテージむら - ダムの移転地として予定されていたが、ダム移転の話が変更され、農地保有合理化事業を活用して「農業施設用地付き農地」の分譲地へと計画変更
- 臨安別荘地 - 東日本レクリエーションセンター、春子谷地湿原、臨安別荘地など自然に恵まれており、国立岩手山青年の家も近い

宮城県
- 高山外国人避暑地（高山国際村） - 明治時代以来の外国人向け別荘地。旧軽井沢・野尻湖（神山国際村）とともに日本三大外国人避暑地の1つに数えられる。旧来の外国人向け避暑地の性格を維持しており、周辺の大掛かりなリゾート開発は行われていない
- 若林城 - 小泉屋敷という藩主の別荘地が置かれた城
- 鹽竈神社#当社関係地「塩竃公園の森」（宮城県塩竈市） - 按察使だった源融の別荘地
- 泉ヶ岳 - 別荘地や飲食店開業のための開発も増加しつつある

福島県
- 裏磐梯五色沼 (福島県北塩原村)周辺分譲別荘地
- 羽鳥湖高原 - レジーナの森などの観光施設とともに別荘地などが整備される

茨城県
- 大洋村 - 1970年代後半からバブル期にかけて村内各地にて開発が行われ、農地付きのセカンドハウス・別荘が売り出された。当初は交通不便な地であったが、1985年に鹿島臨海鉄道大洗鹿島線が開業し東京方面からのアクセスが改善。「菜園別荘」と銘打ってテレビCMを放映、有名タレントを起用しての新聞広告など大掛かりな宣伝も行われ、一時は相当の売れ行きとなった。しかし別荘地としての整備は不十分なまま、バブル崩壊後は寂れており、荒廃した物件が点在している。乱開発の象徴としてマスメディアや研究者などが言及することも多いが、別荘利用者や定住者はその後もおり、販売もされている。2005年（平成17年）に鉾田市の一部となった。

栃木県
- 那須高原 - リゾート別荘地として開発 藤和不動産 那須ハイランド別荘地総合開発に着手 那須ハイランドパーク運営会社は、隣接地で大規模分譲別荘地を販売・管理する藤和那須リゾート。那須ロイヤルセンターとなった他は別荘地として分譲されている。高久丙大沢付近では相模鉄道が開発した別荘地・相鉄不動産相鉄の那須も
- 日光 - 奥日光 - 明治時代以降、外国人や貴族の別荘地として有名。中禅寺湖、日光田母沢御用邸記念公園
- 日帰り入浴施設大沢温泉周辺別荘地
- りんどう湖周辺 - 周辺は別荘地となっており、その他に那須りんどう湖 LAKE VIEW
- 千振ダム周辺 - 湖の周囲はゴルフ場、別荘地になっている

群馬県
- 嬬恋村別荘地 - 鹿沢温泉など数多くの温泉が湧出しゴルフ場や、スキー場、キャンプ場などのレジャー施設も
- 草津温泉別荘地
- 北軽井沢 - 群馬県吾妻郡長野原町。「大学村」「浅間ハイランドパーク」など。一大別荘地区は三井不動産が手がけた。

千葉県
- 一宮町（千葉県） - 海水浴場としても。芥川荘などの別荘地ならではの建築様式が、ほぼ当時のままの状態で保存されている
- 手賀沼別荘地(我孫子) - 杉村楚人冠が発展に大いに貢献した
- 津田沼京成線谷津遊園駅北側台地 - 療養地、別荘地として開発が進められた
- 船橋市花輪・宮本 - 海岸部にあたり、高級別荘地・高級住宅地（例:山崎別荘）がつくられた
- 南房総国定公園 - 首都圏にも近いことから、海水浴場や別荘地、マリンリゾートとしての発達を見せている
- フレッシュタウン若山 - いすみ市
- 海鹿島 - 多くの文人たちが、保養地や別荘地として滞在

東京都
- 荻窪 (杉並区) - 荻窪は、大正から昭和初期にかけて東京近郊の別荘地として西の鎌倉、東の荻窪と称され憧れの的だった
- 橋場（東京都台東区） - 江戸時代、別荘地として知られた
- 東郷平八郎(府中市 (東京都)) - 別荘地に建立、桜の名所である

神奈川県
- 油壺 - 古くから観光地や別荘地として有名
- 葉山町海岸沿 - 別荘地としても知られ有名人、著名人の自宅や別邸も
- 逗子浜田旧別荘地（逗子市逗子） - かながわのまちなみ100選 に
- 鎌倉市 - 明治中期以降、東京から至近の保養・別荘地として、鎌倉御用邸など皇族や華族、政財界の有力者の一部などが別荘地を構えるようになる。菅原通済は有料道路を建設、深沢地域の丘陵に低価格の別荘地を開発し鎌倉山と名づけて分譲するなど積極的に活動。別荘地は昭和4年（1929年）に分譲開始。京浜急行線は鎌倉山別荘地への主要交通機関となる
- 江ノ島 - 小田急江ノ島線沿線は江戸時代は天領（幕府直轄領）、明治以降に別荘地化。江の島道現行路線は鵠沼海岸別荘地の発展と片瀬地区の衰退をもたらした
- 片瀬（江ノ島）別荘地 - 田村鎮による設計
- 片瀬 (藤沢市)#別荘地から住宅地へ - 別荘地としても知られるが別荘地というより定住の高級住宅地として開発された
- 鵠沼#鵠沼海岸別荘地 - 1902年に江ノ島電鉄が開通し、沿線は別荘地として急速に発展。鵠沼海岸 鉄道開通以来、日本初の別荘分譲地に 旅館東屋 相州炮術調練場 鵠沼村
- 藤沢市 - 数多くの学者や文化人などが居を構えた事で、別荘地・保養地・避暑地として発達
- 辻堂太平台 - 昭和初期に別荘地として開発
- 茅ヶ崎別荘地 - 茅ヶ崎館は保養地としての歩みを具体的に示す存在 他に南湖院
- 神奈川県湘南海岸 - かつては別荘地で、その後定住の住宅地に変貌する。
- 大磯町#別荘地 湘南 - 保養地として注目され富裕層など特権階級者の別荘地に
- 箱根山 - 神奈川県足柄下郡箱根町・大涌谷・強羅別荘地など。強羅地区は明治時代以降、益田孝など別荘地開発に深く関わり東京から至近の別荘地・避暑地として開発され、第二次世界大戦後には観光地開発が活発に行われ、リゾート施設、別荘地、ホテル、美術館その他多くの娯楽施設が建設された。芦ノ湖近辺では箱根土地（当時）が別荘地の分譲などを中心とした観光開発が実施された。仙石原別荘地（箱根町仙石原）はかながわのまちなみ100選に選出され、現在は一部が別荘地やゴルフ場として整備されている。箱根小涌園は全施設藤田観光と関連会社が開発・分譲した別荘地も含め半径2キロメートル程度の範囲がすべて同地番。箱根湯本には小田原城主稲葉氏が別荘地の一つとして建てたとされる天成園飛烟閣があった。
- 湯河原 東京建物別荘分譲

山梨県
- 富士河口湖町 - 交通機関の発達後には観光業が主体となり、周辺地域に別荘地を擁する
- 京王富士スバル高原別荘地 - 富士山北麓にある分譲別荘地で、河口湖に近い。一次、二次分譲両地区は富士桜高原別荘地を挟む
- 富士桜高原別荘地 - 富士観光開発の分譲別荘地
- 山中湖周辺 - 富士急山中湖畔別荘地など数多くの別荘地が広がる
- 山中湖村別荘地 - 湖北岸の芙蓉台や南岸の旭が丘は別荘地となっている。夏場は首都圏や中京圏の避暑地に
- 山梨県道28号北杜八ヶ岳公園線沿線 - 別荘地やペンションなどが建ち並ぶ
- 清里駅駅周辺 - 清里の森別荘地は林の中に位置し、駅周辺は1980年頃から観光化が進む
- 籠坂峠 - 山中湖村側は峠から数百メートルのところまで別荘地になっている
- 芙蓉台 - ママの森付近から太平山に向かって広がる別荘地

長野県
- 軽井沢 - 避暑地・別荘地として全国的に有名。19世紀後半に宣教師によって開拓された。軽井沢町全体が別荘地として整備されているほか、隣接自治体にも「軽井沢」と冠された別荘地が多数見られる（北軽井沢など）。町内の別荘の棟数は住民の世帯数を大幅に上回っており、町税の7割が固定資産税、そのうちの約8割が別荘所有者の固定資産税である。
  - 旧軽井沢 - 軽井沢のなかでも最も古い別荘地エリアで、高山国際村・野尻湖とともに日本三大外国人避暑地の1つに数えられた。「鹿島の森別荘地」「愛宕山別荘地」「幸福の谷」など
  - 新軽井沢 - 軽井沢駅周辺に位置し、北側で旧軽井沢に繋がる。「矢ヶ崎別荘地」「南ヶ丘別荘地」「南原別荘地」など
  - 中軽井沢 - 中軽井沢駅南北に広がるエリアで、北側に「千ヶ滝別荘地」「星野別荘地」「三井の森別荘地」など、南側に「野村別荘地」など
  - 南軽井沢 - 碓氷軽井沢ICから最も近いエリアで、付近にプリンスホテル系列のゴルフ場が点在する。株式会社レイクニュータウン管理の別荘地（複数）ほか、「丸紅南軽井沢別荘地」など
  - 西軽井沢 - 信濃追分 - 中心部に比べてリゾート施設や商業施設が少なく、閑静なエリア。「追分文化村」「啓明別荘地」など
- 八ヶ岳 - 八ヶ岳高原海ノ口自然郷 所在地は長野県南佐久郡南牧村。八ヶ岳中央高原四季の森（こけもも平）セラヴィリゾート泉郷 など。八ヶ岳広域農道は田畑のみならず観光地や別荘地、ペンションなどが沿線に立ち並ぶ
- 蓼科高原別荘地（諏訪バス株式会社・東洋観光事業株式会社、茅野市蓼科高原）
- 勝弦塩嶺高原別荘地 - 塩尻市
- 穂高町 - 大王わさび農場がありワサビの産地として、また学者村などが別荘地として有名
- 菅平高原十ノ原地区 - 別荘地。夏の冷涼な気候を利用した高原野菜も
- 聖高原別荘地すずらん湖 -  所在地は東筑摩郡麻績村。聖湖のレジャー開発を中心に、周辺の緑豊かな山林に別荘地の開発・分譲を行う
- 木曽駒高原スキー場周辺 - 周辺別荘地が多く宿泊施設は少数、日帰り客が大半
- 野尻湖-神山国際村 - 明治時代以来の外国人向け会員制別荘地。軽井沢の大規模リゾート地化を好まなかった宣教師が開拓した。高山国際村・旧軽井沢とともに日本三大外国人避暑地の1つに数えられる。周辺の黒姫高原一帯には学校その他公益法人や企業の保養所、スキー場などの施設はあるものの、大掛かりなリゾート開発は行われていない
- 青木村 - 国民保養温泉地の田沢温泉・沓掛温泉を擁する村営の別荘地がある
- 飯綱高原　長野市芋井地区（飯綱高原）と上水内郡飯綱町（飯綱東高原）に跨るエリア。飯綱高原は定住別荘地帯として発展。[5]飯綱東高原は長野県企業局も別荘地の開拓や分譲[6]を行った。

新潟県
- 苗場分譲地（白樺平別荘地）西武苗場ビラと共に開発された
- 真光寺ヴィレッジ 阿賀野市の五頭連峰麓にある温泉付き別荘村

静岡県
- 伊豆半島 - 伊豆スカイラインや伊東線・伊豆急行沿いの、丹那山地・天城山周辺に別荘地多数。
  - 熱海市別荘地 - 熱海自然郷など。市域内はほとんどが丘陵であり、高台の上に立つ所が多い。
  - 伊東市別荘地 - 北部宇佐美地区の山中や、市内中南部は別荘地として開発された場所が多い。特に伊豆高原は八幡野地区を中心として伊豆急行が開発した別荘地。
  - 天城高原 - 鹿路庭峠別荘地、ホテル、ゴルフ場などが広がっている。
  - 函南町（南箱根）・伊豆の国市 - 南箱根ダイヤランド、伊豆エメラルドタウン（開発会社が破産、自主管理）など。
- 御殿場市 - 避暑別荘地として、また箱根や富士五湖への通過地として発展した。
- 十里木高原別荘地(静岡県裾野市) - 富士急行が建てたシルバニアファミリーの別荘も。
- 沼津 - 有数の避寒用途の別荘地。沼津御用邸。
- 興津 (静岡市清水区）

愛知県
- 八事 - 明治のころからは名古屋の保養地的地域となり、別荘地や遊園地が作られる
- 新舞子旭町 - 現・名古屋鉄道）などによって観光地、別荘地として開発された。戦前には別荘地のほか、舞子園（遊園地）、新舞子楽園なども
- 長浦駅 (愛知県)周辺 - 別荘地のほか海水浴場

岐阜県
- 根の上高原 - 東海地方では、著名な別荘地(避暑地)である。
- 鈴蘭高原おけるカントリークラブ・別荘地（高山市）

三重県
- 三重県道755号老ヶ野古田青山線周辺 - 津市の青山高原保健休養地までの区間は別荘分譲地。
- 伊賀市(三重県)東部に広がる山地 - 関西地域の避暑地としての評価が高い。
- 賢島 - 昭和中期から近鉄不動産により開発された別荘地。

滋賀県
- 比叡平 - もとは高原別荘地として売り出されたが、立地条件などから次第に住宅地へ

京都府
- 無鄰菴#琵琶湖疏水と東山の別荘地 - 東山山麓の南禅寺下河原一帯を別荘地として位置づけて発展させ、京都東山・南禅寺界隈に新たに別荘地（南禅寺界隈別荘）が形成された
- 法勝寺 - 藤原氏の別荘地（白河別業）だった
- 嵐山温泉 - 平安時代から貴族の別荘地として栄えた
- 桂の地 - 桂離宮 古くから貴族の別荘地として知られ、平安時代には藤原道長の別荘も
- 鳥羽離宮周辺 - 平安京の南、鴨川に接した風光明媚な土地で、従来から別荘地
- 岩倉 (京都市) - 平安時代以降、岩倉は貴人の別荘地・隠棲地や病者のための静養地とされる
- ミラージュ久多（別荘地）
- 茨木台松風台 - 当初は別荘地として造成された
- 京都府・天橋立別荘地 - マリントピアリゾートマンションや分譲別荘地。

大阪府
- 天下茶屋 - 明治時代後期になり、地域の東部は郊外別荘地としての開発が進められた
- 大美野田園都市(東区 (堺市)) - もとは北野田駅周辺に昭和初期の1932年に別荘地として開発された
- 浜寺公園 - 海水浴場で阪堺電気軌道阪堺線の駅前、別荘地
- 松ノ浜駅 - かつての海浜別荘地の名残で大邸宅が数多く点在している

兵庫県
- 深江文化村 - 大正時代後期の阪神間富裕層別荘地。ほか深江には小寺源吾別邸（現太田酒造貴賓館）が現存。
- 本庄村 (兵庫県武庫郡) - 海浜別荘地。駅が開設された事により、富裕層など村外からの移住者が急増して都市化が進んだ。
- 苦楽園 - 1911年より別荘地として先に開発が行われた
- 六麓荘町 - 六麓荘という地名は「風光明媚な六甲山の麓にある別荘地」に因み名付けられている
- 芦屋市奥池町・奥池南町 - 国立公園内にある別荘地として開発され、関西の著名人たちが邸宅を建設
- 六甲山町 - 英国人アーサー・ヘスケス・グルームの分譲した別荘地を原型として明治時代後期より賑わいを見せる 別荘地一帯は「神戸外国人村」と呼ばれた。
- 東灘区本山 - 近代において二楽荘（大谷光瑞別邸）、谷崎潤一郎別邸など
- 神戸外国人居留地
- 須磨 - 近代において武庫離宮、住友家須磨別邸、岡崎邸、内田信也邸など
- 舞子 - 近代において有栖川宮別邸（現舞子ビラ）、松海別荘、日下部久太郎別邸、武藤家別邸など
- ジェームス山 - 昭和初頭にイギリス人向けの住宅地として開発された。
- 東条湖 - 清水寺周辺から第一次分譲が始まった別荘地・林間住宅地が立地している
- 神鍋高原 - スキー・高原リゾートとして知られる場所で、大きな別荘地は八反滝近くにある。
- 南あわじ・晴海が丘別荘地 - 旧ゴルフ場、1990年から別荘地として販売。

奈良県
- 高畑町[7] - 奈良公園の南縁に位置する歴史ある別荘地。江戸時代までは興福寺の子院「松林院」が立地していた地域。近代以降、京都市南禅寺界隈別荘地と並ぶ別荘地開発が進められ、奈良華族や在阪財閥の山口家の別邸や志賀直哉の邸宅があった。山口家当主が志賀直哉や武者小路実篤ら文化人、芸術家を招き、茶の湯を通じた文化交流が盛んに行われていた。現在も邸宅、別邸が広がる他、志賀直哉旧邸宅の公開などなどで歴史的・文化的価値を生かした取り組みが行われている。
- 生駒山 - 鉄道（近鉄）の開通による利便性の向上と高地ゆえの避暑性からから大阪府側、奈良側ともの生駒山中腹に大阪市内から逃れた上流階級、新中産階級の人々が別荘地、保養地が立地した[8]。大阪府側では石切駅界隈[9]が、奈良県側では生駒駅〜生駒山腹、山上に立地した。大阪電気軌道との意見の齟齬により実現しなかったもののブルーノ・タウトの「生駒山嶺小都市計画」が有名[10]。現在は宅地化が進んだものね軽井沢町（生駒市）などの地名にその別荘地としての地位が見て取れる。
- 獅子ヶ丘（生駒市高山町）- 景勝地の黒添池周辺では三洋電機の保養地（現：市のスポーツセンター）があり、別邸が広がる。

広島県
- 狩留賀町 - 呉市の旧別荘地。現在も別荘地時代の家（第二次世界大戦以前に建てられた家）が数軒ある
- もみのき森林公園周辺 - 広島近郊の高原リゾートとして開発された経緯があり、別荘地が点在している
- 田舎暮らし分譲地 星の里いせき - 広島県神石高原リゾートの田舎暮らし移住定住分譲地
- 広島藩の庭園#翠江園

山口県
- ときわ公園 湖岸の別荘地 - サクラが植樹される

香川県
- 挿頭丘駅 - 旧琴平電鉄が住宅・別荘地として開発した挿頭丘別荘地への最寄駅

福岡県
- 中間市 - 黒田藩の御茶屋跡は、小学校の裏手にある御座の瀬山にあった黒田藩の別荘地跡

長崎県
- ハウステンボス分譲別荘ワッセナー

大分県
- 湯布院 - 九州最大の別荘地。ことぶき別荘村、東急由布高原など。先発のことぶき別荘村が1967年より分譲を開始。以後福岡の富裕層が定着し、湯布院のブランド化に寄与している。
- 用作公園 - 元岡藩の家老の別荘地の庭園を公園としたもの

鹿児島県
- 霧島

分類不明
- 石臼台別荘地
- 天女台別荘地
- 住吉[どこ?]の別荘地
- 分譲型別荘「追分倶楽部」
- 瀬戸内海国立公園 - ほとんど開発が行われなかったが明治時代になって別荘地として開け、今日に見られる高級リゾート地の基礎となる
- 御用邸